# Aeroportul Ilo
Aeroportul Ilo (IATA: ILQ, ICAO: SPLO) este un aeroport din Moquegua, Peru ce deservește zona Ilo. Aeroportul a fost tranzitat în 2022 de 20.568 de pasageri. A fost numit după zona deservită.
Situat la o altitudine de 22 m, aeroportul dispune de o singură pistă. Este operat de CORPAC⁠(d).